# Glochidion novoguineense
Glochidion novoguineense là một loài thực vật có hoa trong họ Diệp hạ châu. Loài này được K.Schum. mô tả khoa học đầu tiên năm 1905.